# هلفيلة وحيدة
هلفيلة وحيدة (الاسم العلمي:Helvella solitaria) هي نوع من الفطريات تتبع جنس الهلفيلة من الفصيلة الهلفيلية.